# Freiberg (Sachsen)
 For alternative betydninger, se Freiberg. (Se også artikler, som begynder med Freiberg)
Freiberg er en by i delstaten Sachsen i Tyskland, omtrent midt mellem Dresden og Chemnitz. Freiberg er Tysklands ældste frie mineby. Byen kan takke de rige sølvlejer både for sin opkomst og sin velstand. Byen var i sin tid den mest folkerige og mest velstående i markgrevskabet Meissen. Eftersom Freiberg kom næsten uskadt gennem sidste krig, er meget af byens historie bevaret i nutidens gadebillede med over hundrede bygninger, der er mere end 300 år gamle.

## Geografi
Freiberg ligger ved nordskråningen af Erzgebirge, på vestsiden af floden Freiberger Mulde. I ældre tider var Freiberg omgivet af en ringformet bymur. Kun rester står tilbage af selve bymuren, men den kan fortsat genfindes som et grønt bælte omkring bykernen.

### Byudvidelser
I 1907 og 1908 blev forstæderne Freibergsdorf og Friedeburg lagt til den historiske by. I 1950'erne fulgte Waldhufendorf, Loßnitz og den spredt bebyggede Kreis Lößnitz. I 1979 blev Halsbach på østsiden af Freiberger Mulde indlemmet. De seneste udvidelser kom i 1994, da Zug og Kleinwaltersdorf blev en del af Freiberg.

## Historie
Frem til 1168 var området, hvor Freiberg ligger, tyndt beboet. I det år fandt vejfarende sølv her, og snart oplevede området en stor tilstrømning af mennesker. De første betydelige fund blev gjort ved den lille landsby Christiansdorf, som blev kimen til det som snart skulle blive bjergbyen Freiberg. Borgen Friedenstein og en husklynge ved Obermarkt blev også en del af byen, som voksede frem mellem 1170 og 1220. Herskerne i Meissen fik store skatteindtægter, og byen voksede hurtigt til et handels- og finanscentrum, og fra 1240 fik Freiberg privilegium til at præge mønter. Snart fandt byen det nødvendig at beskytte sig, og en ringmur med 39 tårne blev bygget. Rester af den står fortsat. I denne første blomstringsperiode blev der hvert år udvundet i gennemsnit seks ton rent sølv.
Omkring 1350 aftog sølvproduktionen mærkbart; alligevel trivedes byen og kom sig også efter bybranden i 1484. I 1542 blev den øverste bjergmyndighed for Sachsen lagt til Freiberg, og helt til 1945 havde tysk bjergmyndighed sæde i Freiberg. Vinteren 1642/-43 – under trediveårskrigen – var Freiberg belejret af svenske tropper. Schwedendenkmal i Albertparken mindes begivenheden. Påvirkningerne fra  trediveårskrigen og senere syvårskrigen bragte Freiberg ind i stagnation. I 1765 blev Bjergakademiet grundlagt, og denne ledende institution i tysk bjergvæsen har siden været en hjørnesten i Freiberg. I dag er Bjergakademiets efterfølger – det tekniske universitet – byens største arbejdsplads.
Et sidste opsving i sølvudvindingen fandt sted i 1800-tallet, men mod slutningen af århundredet gik det jævnt tilbage, og i 1913 lukkede sølvgruberne endeligt. Under Det tredje rige kom der gang i drift efter andre metaller som bly, zink og tin. Denne virksomhed fortsatte i DDR-tiden, men i 1969 måtte den sidste mine lukke. I takt med tilbagegangen i grubedriften fremvoksede andre industrier, og i 1800- og 1900-tallet øgedes befolkningen fra under 10.000 til over 50.000 i 1990. Efter Tysklands genforening er folketallet gået noget ned.
Den 29. Juni 1985 blev der i Freiberg indviet et mormon-tempel med regeringens accept og støtte (dog ikke finansiel). Det var i sig selv sensationelt, idet DDR's regering ikke var kendt for at være religionsvenlig.[kilde mangler] Årsagen til, at der blev etableret et mormon-tempel her, var dels at der i det nuværende Sachsen historisk har været en relativ høj koncentration af mormoner, dels at man ved at vælge en mindre by som Freiberg frem for eksempelvis Dresden eller Chemnitz, forsøgte at undgå for megen offentlig opmærksomhed om stedet-[kilde mangler] Det lykkedes imidlertid kun ringe, idet der i den uge, der var åbent hus, kom ikke mindre end 90.00 nysgerrige.[kilde mangler]

## Kultur

### Kulinariske specialiteter
- Freiberger Bauerhase – tidligere et specielt fastebrød
- Freiberger Magenwürze – urtelikør
- Freiberger – pilsnerøl
- Freiberger Eierschecke – kage